# 전성욱
전성욱(全聖旭, 일본식 이름: 江原聖旭에하라 세이쿄쿠, 1877년 5월 20일 ~ 1945년 12월 8일)은 대한제국의 교육인이자 일제강점기의 금융인 겸 관료로, 본적은 경성부 소격정(昭格町)이다. 각종 친일 단체에서 참정권 청원 운동을 주도했으며 징병 제도와 지원병 제도를 적극 선전했다.

## 생애
1902년 일본 도쿄 수리학원(數理學院)을 졸업했으며 1902년 9월 7일 대한제국 법부 법률기초위원으로 임명되었다. 1905년 8월 충청북도 옥천군 진명학교(進明學校) 교사, 1906년 6월 충청북도 옥천군 인명학교(仁明學校) 교사로 재직했고 1907년 10월 사립 강수원(講數院)을 설립한 뒤부터 원장으로 재직했다.
1908년 4월 대한협회 교육부원으로 선임되었고 1908년 6월 27일 대한협회 각사립학교연락회 평의원으로 선임되었다. 1909년부터 1919년 3월까지 동양척식주식회사 참사로 재직했으며 1920년부터 1935년까지 수송정(壽松町) 총대를 역임했다.
1920년 7월 14일부터 1925년까지 조선상업은행 동대문지점장을 역임했고 1920년 11월 20일 경성부 민선 부협의회원으로 선출되었다. 1921년 1월부터 1942년 7월까지 대정친목회 조사부장, 부회장, 이사를 역임했으며 재단 해산 당시에는 청산위원을 역임했다. 1924년 4월 15일부터 1933년까지 동민회 이사와 평의원을 역임했다.
1928년 조선박람회경성협찬회 발기인과 평의원, 상의원, 이사를 역임했으며 1930년 6월 조선교육협성회 이사, 1930년 12월 27일 경성상공협회 상담역으로 선임되었다. 1930년 갑자구락부 간사, 1931년 경성위생연합회장을 역임했고 1931년 10월 조선인으로는 최초로 경성신사항례대제 위원장으로 선임되었다. 1931년 11월 16일 단군신전봉찬회 이사로 선임되었다.
1933년부터 1941년까지 조선농업주식회사 감사, 1939년 3월 주식회사 종로권번 대표이사를 역임했으며 1936년 경성신사 상담역과 애국부인회 고문, 재향군인회 명예회원 등을 역임했다. 1936년 11월 조선인징병제 실시 운동 발기인과 상임준비위원을 역임했고 1938년 2월 조선지원병제도제정축하회 발기인과 실행위원, 위원을 역임했다. 1939년 1월부터 1940년 2월까지 국민협회 전무이사, 1940년 3월부터 1941년 3월까지 국민협회 이사를 역임했고 1940년 일본 기원 2600년 축전에 초대받았다.
민족문제연구소의 친일인명사전 수록자 명단의 친일단체 부문, 친일반민족행위진상규명위원회가 발표한 친일반민족행위 705인 명단에 포함되었다.

## 참고자료
- 친일반민족행위진상규명위원회 (2009). 〈전성욱〉. 《친일반민족행위진상규명 보고서 Ⅳ-15》. 서울. 789~811쪽.